# クラウディオ・マルキジオ
クラウディオ・マルキジオ（Claudio Marchisio, イタリア語発音: [ˈklaudjo marˈkiːzjo]; 1986年1月19日 - ）はイタリア・トリノ県キエーリ生まれの元サッカー選手。元イタリア代表。ポジションはミッドフィールダー。苗字は「マルキージオ」と表記されることが多いが、カナ転記としては「マルキーズィオ」が現地音に近い。
ユヴェントスではカルチョ・スキャンダル後の黄金時代を支え、2度のUEFAチャンピオンズリーグ決勝進出、史上初のセリエA7連覇を達成した主要メンバーであった。イタリア代表としては2010年FIFAワールドカップ南アフリカ大会、2014年FIFAワールドカップブラジル大会に出場、2012年UEFAヨーロッパ選手権ではイタリアの準優勝に貢献した。

## クラブ経歴

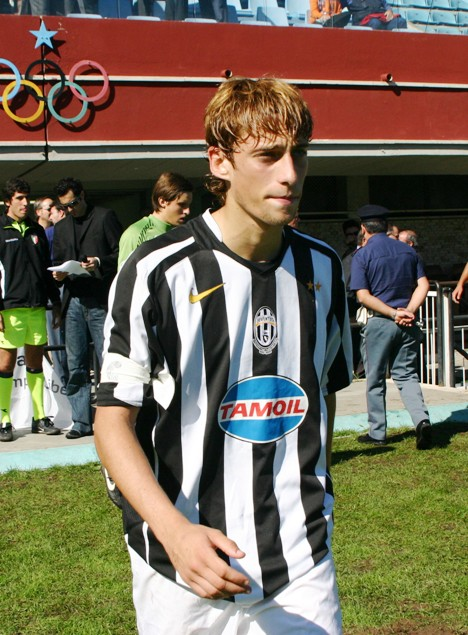
ユヴェントスでプレイするマルキジオ（2005年）

1993年にユヴェントスの下部組織に入団。2006-07シーズンの途中にファーストチームへ昇格するとポジションを掴み、ユヴェントスのセリエA昇格に貢献した。2007-08シーズンはエンポリへ期限付き移籍し26試合に出場したが、奮闘むなしくセリエB降格となった。
2008-09シーズンからはユヴェントスに復帰。第20節のフィオレンティーナ戦で決勝点となるセリエA初ゴール。当時のラニエリ監督の下でポジション争いに勝ち、セバスティアン・ジョビンコやパオロ・デ・チェリエらと共にクラブの将来を担う選手として期待された。また、彼らと共に2008年、北京オリンピックの代表にも選出された。
2009年12月5日のインテルとのイタリアダービーでは、1-1のスコアからの58分、モハメド・シソッコが放ったミドルシュートをGKのジュリオ・セザルが右腕一本で弾き、このこぼれ球をエリア内に詰めていたマルキジオが巧みなボール捌きでシュートブロックに来たワルテル・サムエルをドリブルでかわし、続いて飛び込んで来たジュリオ・セザルの左肩越しへチップ気味に浮かしたシュートを決め、これが決勝点になった。
2010年3月11日、ELベスト16のフラム戦1stレグにおいて、キャプテンのアレッサンドロ・デル・ピエロがサブメンバー、副キャプテンのジャンルイジ・ブッフォンとジョルジョ・キエッリーニが共に怪我で欠場、62分にキャプテンマークを付けていたダヴィド・トレゼゲが交代でピッチを退いた等の条件が重なった為、初めてキャプテンを任された。2010-11シーズンはセリエAベストイレブンに選出された。
2011-12シーズンは、6節のACミラン戦では2ゴールを決めミランの撃破を助けると、10節のインテルとのイタリアダービーでは決勝ゴールを決め、キャリア200試合となった36節のレッチェ戦ではゴールも決めるなど、2年連続となるセリエAベストイレブンに選ばれた。
2012-13シーズン、デルピエロの退団により10番を着ることを打診されたが断った。15節のトリノダービーでは2ゴールの活躍でトリノ撃破を助け、34節のトリノダービーでもゴールを決める活躍を見せた。またUEFAチャンピオンズリーグ、グループステージのFCノアシェラン戦、決勝トーナメント1回戦のセルティックFC戦でゴールを決めるなどの活躍を見せ、2012年のUEFAチームオブザイヤーのノミネートされた。
2013-14シーズン、第19節のカリアリ戦でミドルシュートでゴールを決め、ボローニャ戦でセリエA200試合出場を達成した。
2014-15シーズン、第2節のウディネーゼ戦ではアウトサイドにかけた見事なミドルシュートを決め、第36節インテル戦ではPKでゴールを決め、イタリアダービーの勝利を助けた。UEFAチャンピオンズリーグではファイナルで敗れ優勝はならなかったが、同大会のベストイレブンに選ばれた。2015年7月、クラブとの契約を2019-20シーズンまで延長。
2015-16シーズンからはアンドレア・ピルロ退団後の中盤の要として従来よりも低い位置でプレー。シーズン序盤こそ負傷で欠場が多かったが、復帰後はチームのパス回しの中心となっていた、しかし、2016年4月、パレルモ戦で左ひざの靭帯十字部分断裂という重傷を負い、2015-16シーズンを終了。EURO2016参加も断念することになった。
2016-17シーズン、2016年10月26日のUCサンプドリア戦で復帰、チャンピオンズリーググループステージのセビージャFC戦でペナルティーキックでゴールを決めた。セリエAでは第25節パレルモ戦でゴールを決め、2017年4月15日ペスカーラ戦でセリエA250試合出場を達成した。2016-17シーズンはサミ・ケディラの控えにまわる事も増えたが、チャンピオンズリーグ準決勝の1sレグ、出場停止のケディラに代わり先発、先制点の起点となるなど好プレーを見せ、2ndレグの試合では怪我のケディラとの交代で出場、ファイナル進出に貢献した。
2017-18シーズン、セリエA前人未到の7連覇のメンバーになるも、怪我などの影響もあり、出場機会を大幅に減らし、ユヴェントスからの退団、MLSやJリーグへ移籍の可能性が報道される中、新シーズンに向けたユヴェントスUSツアーなどのプレシーズンマッチには出場していたが、セリエA開幕を控えた2018年8月17日、双方の合意に基づき突如ユヴェントスとの契約を解除、下部組織時代から含めると25年所属したユヴェントスからの退団が決定した。2017-18シーズンのエラス・ヴェローナ戦に先発出場したのがユヴェントスでの最後の公式戦となった。
2018年9月3日、パリ・サンジェルマン、ポルト、ベンフィカ、アトレティコ・マドリードなどへの移籍の話が出ていたが、FCゼニト・サンクトペテルブルクに2年契約で加入。9月30日、FCアンジ・マハチカラ戦で先発出場からゼニト移籍後初ゴールを決めた、怪我で17節以降を欠場したが、ゼニトは優勝を果たした、個人としては8年連続のリーグ優勝となった。
2019年7月、ゼニトとの契約を解除し、退団した。
ASモナコ、中東、日本のクラブへの加入も話題に上ったが、2019年10月3日、自身のSNSを通じて現役引退を発表した。ユヴェントス・スタジアムで行われた記者会見では「ユーベでプレーすることを夢見たトリノの一少年だったが、それをかなえることができた」と語った。現役最後のゴールは2018年11月4日ロシアプレミアリーグのFCテレク・グロズヌイ戦におけるPK、出場試合は2019年2月12日ヨーロッパリーグ、フェネルバフチェ戦に5分出場したものとなった。

## 代表経歴

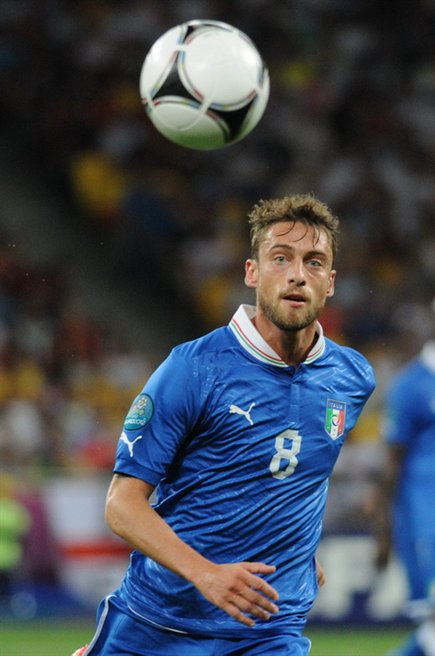
EURO2012でのマルキージオ

2009年8月12日にスイスとの親善試合にて同じユヴェントスの下部組織出身であるドメニコ・クリシートと共にA代表デビューを果たした。
2010 FIFAワールドカップの代表メンバーにも選出され、2試合に出場したが一次リーグで敗退。
2011年10月7日のUEFA EURO 2012予選のセルビア戦で代表初得点を挙げた。
UEFA EURO 2012ではレギュラーとして6試合でプレー、イタリアのファイナル進出に貢献したが、スペインに敗れ準優勝に終わった。
2014 FIFAワールドカップ・イタリア代表に選出され、一次リーグ全3試合に出場、初戦のイングランド戦で先制点となるペナルティエリアの外からのミドルシュートによるゴールを決めたが、第3戦のウルグアイ戦ではレッドカードを受け、退場処分となった。
2016年怪我の為、UEFA EURO 2016に出場出来なかった。
2017年5月、2015年6月以来となる代表復帰、ウルグアイとの親善試合、2018年W杯欧州予選グループG・リヒテンシュタイン戦に向けたイタリア代表メンバーに選出され、ウルグアイ戦に出場した。

## プレースタイル
ユヴェントスユース出身の生え抜き選手であり、アレッサンドロ・デル・ピエロに続くバンディエラとして期待されていた。センターハーフ、サイドハーフ、トップ下など中盤のほとんどの位置でプレーすることができるMF。運動量豊富で、強烈なミドルシュートや背後への飛び出しといったフィニッシュに絡む仕事、レジスタ”として試合を組み立てる仕事も出来る。ただ本人はセントラルハーフを自身の本職であるとしており、また自身の持ち味がスペースへの飛び出しであると考えていた。
しばしばマルコ・タルデッリと比較された。

## 人物・エピソード
- 2016年3月2日に行われたコッパ・イタリア準決勝戦インテル戦において、延長戦後半にシモーネ・ザザがイエローカードを提示された場面のイタリア放送協会のTV実況を「（実況はザザが）蹴っ飛ばしたという。目の見えない人が実況しているんだ」とTwitterにて批判した。イタリア代表選手が国営放送の実況を批判した事や「目の見えない人」という表現を使った事が問題視され、マルキジオは3日に謝罪した[31]。
- 『Pincipino（プリンチピーノ＝王子さま）』のニックネームのとおり、水色に澄んだ瞳と優しい顔立ちで、モデルとして香水の広告に起用されたり、日本でもイケメンプレーヤーとして注目されたことがあった[1]。
- ゼニトでの背番号に10番を選択した理由を、憧れのユーヴェの先輩デル・ピエロの影響であることを明かし「重みのある背番号であることは理解している。だが昔から僕のお気に入りの番号だったんだ。子供の頃、デル・ピエロが背負っているのを見ていた。だからこそ大きな敬意を払って扱いたい」と語った[32]。
- ユベントス時代のチームメイト・アルマン・トラオレによれば、マルキジオは１日に4箱もたばこを吸っていたと証言した一方で、「マルキジオほどに走る人を見たことがない」と評している[33]。

## 個人成績

### クラブでの成績
2017-2018シーズン終了時
| シーズン     | クラブ       | リーグ戦     | リーグ戦 | リーグ戦 | カップ戦 | カップ戦 | カップ戦 | 欧州カップ戦 | 欧州カップ戦 | 欧州カップ戦 | スーパーカップ | スーパーカップ | スーパーカップ | 合計 | 合計 |
| シーズン     | クラブ       | コンペ       | 出場     | 得点     | コンペ   | 出場     | 得点     | コンペ       | 出場         | 得点         | コンペ         | 出場           | 得点           | 出場 | 得点 |
| ------------ | ------------ | ------------ | -------- | -------- | -------- | -------- | -------- | ------------ | ------------ | ------------ | -------------- | -------------- | -------------- | ---- | ---- |
| 2006-2007    | ユヴェントス | B            | 25       | 0        | CI       | 1        | 0        | -            | -            | -            | -              | -              | -              | 26   | 0    |
| 2007-2008    | エンポリ     | A            | 26       | 0        | CI       | 1        | 0        | UC           | 2            | 0            | -              | -              | -              | 29   | 0    |
| エンポリ     | エンポリ     | エンポリ     | 26       | 0        |          | 1        | 0        |              | 2            | 0            |                | -              | -              | 29   | 0    |
| 2008-2009    | ユヴェントス | A            | 24       | 3        | CI       | 2        | 0        | CL           | 6            | 0            | -              | -              | -              | 32   | 3    |
| 2009-2010    | ユヴェントス | A            | 28       | 3        | CI       | 0        | 0        | CL+EL        | 4+3          | 0+0          | -              | -              | -              | 35   | 3    |
| 2010-2011    | ユヴェントス | A            | 32       | 4        | CI       | 1        | 0        | EL           | 8            | 0            | -              | -              | -              | 41   | 4    |
| 2011-2012    | ユヴェントス | A            | 36       | 9        | CI       | 3        | 1        | -            | -            | -            | -              | -              | -              | 39   | 10   |
| 2012-2013    | ユヴェントス | A            | 29       | 6        | CI       | 2        | 0        | CL           | 8            | 2            | SI             | 1              | 0              | 40   | 8    |
| 2013-2014    | ユヴェントス | A            | 29       | 4        | CI       | 2        | 0        | CL           | 7            | 0            | SI             | 0              | 0              | 38   | 4    |
| 2014-2015    | ユヴェントス | A            | 35       | 3        | CI       | 4        | 0        | CL           | 12           | 0            | SI             | 1              | 0              | 42   | 3    |
| 2015-2016    | ユヴェントス | A            | 23       | 0        | CI       | 3        | 0        | CL           | 5            | 0            | SI             | 1              | 0              | 32   | 0    |
| 2016-2017    | ユヴェントス | A            | 18       | 1        | CI       | 2        | 0        | CL           | 8            | 1            | SI             | 0              | 0              | 28   | 1    |
| 2017-2018    | ユヴェントス | A            | 15       | 0        | CI       | 4        | 0        | CL           | 1            | 0            | SI             | 0              | 0              | 20   | 0    |
| ユヴェントス | ユヴェントス | ユヴェントス | 294      | 33       |          | 24       | 1        |              | 66           | 3            |                | 5              | 0              | 389  | 37   |
| 合計         | 合計         | 合計         | 320      | 33       |          | 24       | 1        |              | 663          | 0            | -              | 5              | 0              | 418  | 37   |

## 代表歴

### 出場大会
- イタリア代表
  - 2010 FIFAワールドカップ
  - 2014 FIFAワールドカップ

### 試合数
- 国際Aマッチ 55試合 5得点（2009年-2017年）[34]

| イタリア代表 | 国際Aマッチ | 国際Aマッチ |
| 年           | 出場        | 得点        |
| ------------ | ----------- | ----------- |
| 2009         | 2           | 0           |
| 2010         | 7           | 0           |
| 2011         | 9           | 1           |
| 2012         | 13          | 0           |
| 2013         | 10          | 1           |
| 2014         | 10          | 2           |
| 2015         | 3           | 1           |
| 2017         | 1           | 0           |
| 通算         | 55          | 5           |

### 得点
| # | 開催年月日     | 開催地           | 対戦国             | スコア | 結果 | 試合概要                |
| - | -------------- | ---------------- | ------------------ | ------ | ---- | ----------------------- |
| 1 | 2011年10月7日  | ベオグラード     | セルビア           | 1–0    | 1–1  | UEFA EURO 2012予選      |
| 2 | 2013年6月11日  | リオデジャネイロ | ハイチ             | 2–0    | 2–2  | 親善試合                |
| 3 | 2014年6月4日   | ヴェローナ       | リヒテンシュタイン | 1–0    | 1–1  | 親善試合                |
| 4 | 2014年6月14日  | マナウス         | イングランド       | 0–1    | 1–2  | 2014 FIFAワールドカップ |
| 5 | 2015年11月17日 | ボローニャ       | ルーマニア         | 1–1    | 2–2  | 親善試合                |

## タイトル

### クラブ
ユヴェントスFC
- セリエA : 2011-12, 2012-13, 2013-14, 2014-15, 2015-16, 2016-2017, 2017-2018
- セリエB : 2006-07
- コッパ・イタリア : 2014-15, 2015-16, 2016-17, 2017-18
- スーペルコッパ・イタリアーナ : 2012, 2013, 2015

ゼニト
- ロシア・プレミアリーグ : 2018-19

### 代表
- トゥーロン・トーナメント : 2008

### 個人
- UEFAチャンピオンズリーグベストチーム：1回 (2014-15[35])
- セリエAチームオブザイヤー(セリエAベストイレブン) 2010-11、2011-12